# اختبار التداعيات الضمنية
اختبار التداعيات الضمنية أو اختبار الترابط الضمني (بالإنجليزية: implicit-association test، واختصارًا آي إيه تي (IAT) هو مقياس في علم النفس الاجتماعي مُصمَّم للكشف عن قدرة تداعي الأفكار بحالة ما دون الوعي للشخص بين التمثيلات الذهنية للأشياء (المفاهيم) في الذاكرة. يُطبَّق عادةً لتقييم الصور والقوالب النمطية الضمنية التي تشملها موضوعات الاختبار، مثل ربط أسماء شخصيات من ذوي البشرة السوداء يكون لدى المُختبَرين صورةً نمطيةً لا واعية، بكلمات ترتبط بالصور النمطية للسود. تصميم الاختبار متعدد الجوانب على نحوٍ كبير، وقد استُخدم لاستقصاء التحيزات في المجموعات العرقية والجندرية والجنسية والعمرية والدينية، بالإضافة لتقييم تقدير الذات.
أُدخِل مصطلح اختبار التداعيات الضمنية لأول مرة في الأدبيات العلمية عام 1998 من قبل كل من أنتوني جرينوالد وماكغي وجوردان شوارتز. أما الآن يستخدم آي إيه تي على نحو واسع في أبحاث علم النفس الاجتماعي، وإلى حدٍ ما في أبحاث علم النفس السريري والإدراكي والتنموي، ويخضع للكثير من الجِدال حول مصداقية وموثوقية الاختبار، وما إذا كانت النتائج تمثل تمثيلًا دقيقًا للتحيز الضمني.

## لمحة تاريخية

### القياس والإدراك الضمني
في عام 1995، أكّد الباحثون أنتوني جرينوالد وماه زارین بانجي أنه يمكن لفكرة الذاكرة الضمنية والصريحة أن تنطبق على البنى الاجتماعية أيضًا. إذا كانت الذكريات التي يصعب الوصول إليها يمكن أن تؤثر على تصرفاتنا، يمكن لتداعي الأفكار أيضًا أن يؤثر على مواقفنا وسلوكنا. وبالتالي، ينبغي تطوير التدابير التي تستفيد من الفروق الفردية في تداعي أفكار لتمثيلات المفاهيم. وهذا من شأنه أن يسمح للباحثين بفهم المواقف التي لا يمكن إدراكها بالعقل فقط من خلال طرق الإبلاغ الذاتي الصريحة بسبب نقص الوعي أو تحيز الرغبة الاجتماعية. في جوهر الموضوع، كان الغرض من اختبار آي إيه تي هو تقييم الفروق الفردية بطريقة تصدر تأثيرات ذات أحجام كبيرة. نُشر أول مقال عن الاختبار بعد ثلاث سنوات في عام 1998.
ومنذ تاريخ نشره الأصلي، استُشهِد بمقال آي إيه تي الأصلي أكثر من 4000 مرة، ما يجعله واحدًا من أكثر الإثراءات في مجال التحليل النفسي تأثيرًا على مدار العقدين الماضيين. علاوةً على ذلك، أُدخلت العديد من التعديلات في طريقة إجراء آي إيه تي للتقليل من قيود الاختبار، في حين جرى تطوير العديد من تطبيقات آي إيه تي، بما في ذلك النِسخ المُعدلة التي تستقصي التحيز ضد السمنة وخطر الانتحار والارتباط الرومانسي والمواقف المتعلقة بالنشاطات الجنسية والأفضليات السياسية وغيرها. في الختام، ومن صفات أي أداة تحليل نفسي، استمرار الحوار والنقاش حول موثوقية ومصداقية آي إيه تي منذ تطبيقه، وخاصةً لأن هذه العوامل تتغير بين أشكال الاختبار المختلفة.

## التطبيق والاستخدام
يتطلب آي إيه تي أن يقوم المستخدمون بالتصنيف السريع باستخدام نظام قياس معتمد على الحاسوب، لمفهومين مستهدفين مع صفة (مثل المفهومين «ذكر» و «أنثى» مع الصفة «منطقي التفكير»)، وهكذا يُترجَم الاقتران الأسهل (استجابات أسرع) على أنها مرتبطة في الذاكرة بقوة أكثر من الاقتران العسير (ردود أبطأ).
يُعتقد أن آي إيه تي يقيس المواقف الضمنية: «بطريقة استقرائية من خلال الآثار غير المحددة بدقة للتجربة السابقة التي تتوسط المشاعر المحببة أو تلك غير المرغوب بها والأفكار أو التصرفات إزاء المواضيع الاجتماعية». استُخدم آي إيه تي في البحث لتطوير نظريات لفهم الإدراك الضمني (أي العمليات الإدراكية التي لا يكون لدى الشخص أي وعي مُدرك). ومن هذه العمليات الذاكرة والإدراك الحسي والمواقف وتقدير الذات والصور النمطية. ولأن آي إيه تي يتطلب أن يتخذ المستخدمون سلسلة من الأحكام السريعة، يعتقد الباحثون أن نتائج آي إيه تي قد تعكس أيضًا المواقف التي لا يرغب الأشخاص البوح عنها علنًا. قد يسمح اختبار آي إيه تي للباحثين استيعاب المشكلة العويصة المتمثلة في تحيز الرغبة الاجتماعية، ولهذا السبب استخدام الاختبار على نحو متسع لتقييم مواقف الناس تجاه المجموعات التي تُوصَم عادةً، مثل الأمريكيين من أصل أفريقي والذين يعرفون عن هويتهم الجنسية المثلية.

### طريقة الإجراء
تتضمن طريقة آي إيه تي النموذجية سلسلة من سبع مهام. في المهمة الأولى، يُطلب من الفرد تصنيف محفزات إلى فئتين. على سبيل المثال، يظهر اسم شخص على شاشة الحاسوب وكلمة «أسود» في أعلى الجانب الأيسر وكلمة «أبيض» في أعلى الجانب الأيمن. في منتصف الشاشة تومض كلمة -مثل الاسم الأول لشيء- ترتبط نموذجيًا بفئات «أسود» أو «أبيض». يُطلب من الشخص تصنيف الكلمة التي تظهر منتصف الشاشة ضمن الفئة المناسبة عن طريق الضغط على المفتاح الأيسر أو الأيمن. في المهمة الثانية، سيكمل تصنيفًا يشبه للأول بخاصية نوعًا ما. على سبيل المثال، يمكن الآن أن تظهر كلمة «لطيف» أعلى الجانب الأيسر من الشاشة وكلمة «مزعج» أعلى الجانب الأيمن. وفي منتصف الشاشة ستظهر إحدى الكلمتين لطيف أو مزعج. مرةً أخرى، سيُطلب من الشخص تصنيف كل كلمة على أنها لطيفة أو مزعجة عن طريق الضغط على المفتاح المناسب. في المهمة الثالثة، يُطلب من المتطوعين إكمال مهمة مُركّبة تتضمن كلاً من تصنيفات وخواص أول مهمتين. في هذا المثال، قد تظهر الكلمات «أسود/لطيف» أعلى الجانب الأيسر بينما تظهر الكلمات «أبيض/مزعج» أعلى الجانب الأيمن. عندها يرى الأفراد سلسلة من المحفزات في وسط الشاشة تكون إما اسم أو كلمة. سيُطلب منهم الضغط على المفتاح الأيسر إذا كان الاسم أو الكلمة ينتمي إلى تصنيف «أسود/لطيف» أو المفتاح الأيمن إذا كان ينتمي إلى تصنيف «أبيض/مزعج». المهمة الرابعة هي تكرار المهمة الثالثة ولكن مع تكرار المزيد من الأسماء أو الكلمات أو الصور.
المهمة الخامسة هي تكرار المهمة الأولى باستثناء أنه ستتبدل مواضع الكلمات المستهدفة. على سبيل المثال، يظهر «أسود» الآن أعلى الجانب الأيمن من الشاشة و«أبيض» أعلى الجانب الأيسر. أما المهمة السادسة فهي تكرار للمهمة الثالثة، إلا أن أهداف ومواضيع الدراسة ستكون في أزواج من التجارب السابقة لكن معكوسة. في هذه الحالة، يظهر «أسود/مزعج» الآن أعلى الجانب الأيمن ويظهر «أبيض/لطيف» الآن أعلى الجانب الأيسر. المهمة السابعة هي تكرار المهمة السادسة ولكن مع تكرار المزيد من الأسماء أو الكلمات أو الصور. إذا كانت التصنيفات قيد الدراسة (مثل الأسود أو الأبيض) مرتبطة بالصفات المعروضة (مثل لطيف/مزعج) بدرجات متفاوتة، يجب أن يعكس الاقتران الارتباط الأقوى (أو الاقتران «المتوافق») بسهولة للمشارك. في مثال أسود/ أبيض - لطيف/مزعج، يمكن للمشارك تصنيفها بسرعة أكبر عندما يُجمَع بين أسود ولطيف معًا مقارنة عندما يكون الزوجان أبيض ولطيف إذا كان له أو لها تداعيات أفكار إيجابية مع السود أكثر من الأشخاص البيض (والعكس صحيح إذا صُنّف الأبيض واللطف بشكل أسرع).
من الأنماط الأخرى للاختبار: اختبار تداعيات اجتياز/عدم اجتياز (جي إن إيه تي GNAT) واختبار التداعيات الضمنية المُختصر واختبار التداعيات الضمنية أحادي التصنيف (سي إس-آي إيه تي). وأظهر منهج التفرد باستخدام آي إيه تي وسي إس-آي إيه تي لقياس القلق الضمني أن اختيار التحفيز الشخصي لم يؤثر على النتائج والموثوقية والترابطات بين المعايير الخارجية.
يختلف جي إن إيه تي عن آي إيه تي بأن المواقف الضمنية المُقدّر أو المُعتقد بها عن طريق قياس العلاقة بين مفهوم الهدف وصفتين متناقضتين بشدة. على وجه التخصيص، تُقيَّم قوة العلاقة من خلال سرعة انتقاء العناصر التي تنتمي إلى التصنيف المستهدف والصفات المحددة (أصفر وجيد أو أصفر وسيئ) من أدوات الإلهاء المحيطة التي لا ترتبط بالمفهوم أو الصفة المستهدفة. يتعين على المجيبين الضغط على المفتاح عندما يرون حافزًا ينتمي إلى إحدى هذه التصنيفات، وعدم الضغط على المفتاح عندما يرون حافزًا لا ينتمي إلى تلك التصنيفات. يوصف اختلاف المقدرة على ربط المفهوم بشكلٍ صحيح بالصفات المحددة بأنه مقياس الموقف التلقائي. بخلاف آي إيه تي، الذي يقيس كمون الاستجابة، يقيس جي إن إيه تي مضبوطية تطابق العلاقات المحددة بين المفهوم المستهدف والصفات المحددة.
يعد اختبار التداعيات الضمنية أحادي التصنيف، والمعروف أيضًا باسم اختبار التداعيات الضمنية أحادي الهدف (ST-IAT)، فريدًا من نوعه لأنه يستخدم تصنيف مستهدف واحدة بدلاً من التصنيفين المطلوبين في الاختبار الأصلي. خلال إس تي-آي إيه تي، يكمل المجيبون تمييز مجموعة من المحفزات التخمينية. تتألف المجموعة الثانية من تصنيف مفاهيم الهدف والعناصر الإيجابية باستخدام مفتاح استجابة وعناصر سلبية بالمفتاح الآخر. في المجموعة الأخيرة، يُطلب من المجيبين تصنيف المحفزات المستهدفة والعناصر السلبية بمفتاح، والعناصر الإيجابية بالمفتاح الآخر. بالمقارنة مع آي إيه تي، الذي يستخدم التباين في الكمون بين مفهومين وصفتين، يركز إس تي-آي إيه تي على الفروقات في الكمون بالنسبة لمفهوم واحد وصفتين.